# Atsushi Izawa
Atsushi Izawa (japanisch 井澤 惇 Izawa Atsushi; * 23. Juli 1989 in der Präfektur Tokio) ist ein ehemaliger  japanischer Fußballspieler.

## Karriere
Izawa erlernte das Fußballspielen in der Jugendmannschaft vom FC Tokyo. Seinen ersten Vertrag unterschrieb er im Februar 2008 bei Ventforet Kofu. Der Verein aus Kōfu spielte in der zweithöchsten Liga des Landes, der J2 League. 2010 wurde er mit dem Verein Vizemeister der Liga und stieg in die erste Liga auf. Nach einem Jahr Erstklassigkeit stieg er mit dem Verein 2011 wieder in die zweite Liga ab. 2012 feierte er mit dem Verein die Meisterschaft und den direkten Wiederaufstieg in die erste Liga. Das zweite Halbjahr 2014 wurde er an den Zweitligisten Kataller Toyama ausgeliehen. Am Ende der Saison musste er mit Kataller in die dritte Liga absteigen. Für den Verein absolvierte er 14 Ligaspiele. 2015 wechselte er zum Ligakonkurrenten Tokushima Vortis. Für den Verein, der in Tokushima beheimatet ist, absolvierte er 16 Ligaspiele. 2018 bis Ende 2020 stand er beim Regionalligisten Tochigi City FC in Tochigi unter Vertrag.
Am 1. Januar 2021 beendete er seine Karriere als Fußballspieler.

## Erfolge
Ventforet Kofu
- J.League Division 2: 2012